# Pseudohippopsis ituriensis
Pseudohippopsis ituriensis là một loài bọ cánh cứng trong họ Cerambycidae.